# Amiloidosi
L'amiloidosi è una malattia caratterizzata dalla deposizione in sede extracellulare di materiale proteico a ridotto peso molecolare e insolubile, detto amiloide, per la proprietà simile a quella dell'amido di reagire con lo iodio. A differenza di quanto si pensasse inizialmente, la sostanza non è amorfa, ma ha una struttura a foglietto β, motivo per cui per la malattia si preferisce utilizzare il termine β-fibrillosi. Si deposita in sede extracellulare in diversi organi portando a un danno del parenchima.

## Composizione
L'amiloide è composta da due eliche a β-foglietto associate a carboidrati complessi e alla proteina SAP.
Le fibrille hanno composizione chimica molto varia, in quanto il peptide amiloidogenico che rappresenta la parte più esterna di esse (pari al 95%), deriva dalla deposizione di una proteina precursore, diversa a seconda dei casi, la quale assume una conformazione β-fibrillare non solubile. Questo può avvenire per una mutazione del gene della proteina, che così assume una conformazione anomala, o per l'azione di una proteasi che porta a un clivaggio errato.
L'amiloide è invece composto internamente da un nucleo di componente P amiloide, o AP (amyloid P component), glicoproteina globulare componente naturale delle membrane basali, che ha un precursore ematico chiamato SAP (serum amyloid P component), e aggregati di condroitinsolfato ed eparansolfato.

## Tipi di amiloidosi
L'amiloidosi, di cui si conoscono fino a 41 tipologie diverse, si classifica secondo due principi:
- Classificazione clinica;
- Classificazione biochimica secondo la proteina d'origine.

### Classificazione clinica
| Tipologia                 | Cause | Livello di deposizione                                                        |
| ------------------------- | --- | ----------------------------------------------------------------------------- |
| Primaria                  | non ha cause apparenti pregresse ma si pensa sia associata a mieloma multiplo, macroglobulia di Waldestrom e linfoma benigno B                                   | cuore, lingua, nervi, cute, intestino                                         |
| Secondaria                | complicazioni di malattie pregresse come neoplasie (linfomi), malattie autoimmuni (artrite reumatoide, morbo di Crohn, colite ulcerosa) e flogosi croniche (TBC) | fegato, milza e reni                                                          |
| Familiare                 | genetica: forma ereditaria | cuore, polmoni                                                                |
| Isolata o organo limitata | varie | localizzata a cute, articolazione, ghiandole endocrine e cervello (Alzheimer) |

### Classificazione biochimica
Alla fine del 2010 erano 27 i tipi di amiloidosi classificati nell'uomo, e nove quelli degli animali; alcune denominazioni:
- amiloidosi AA (amiloidosi infiammatoria/reattiva/secondaria a infiammazione cronica)
- amiloidosi AL (da immunoglobuline/amiloidosi primaria sistemica)
- amiloidosi ATTR (amiloidosi da accumulo di transtiretina): può essere AF (familiare) dove la transtiretina è prodotta da un gene mutato, o AS (senile), dove la proteina è avvolta invece male.
- amiloidosi ereditaria (può essere neuropatica o non neuropatica, in base alla mutazione genetica)
- amiloidosi portoghese
- amiloidosi tipo Ostertag o amiloidosi familiare renale
- amiloidosi tipo finlandese (nel cui quadro clinico è compresa la distrofia lattiginosa corneale di tipo 2)
- forme localizzate come la cardiaca[2] o la bronco-polmonare

La tabella seguente illustra alcuni tipi di amiloidosi con le rispettive sigle della classificazione in vigore:
| Abbreviazione ufficiale | Precursore                        | Descrizione |
| ----------------------- | --------------------------------- | --- |
| AL                      | catene leggere di immunoglobuline | contiene catene leggere (λ,κ) delle immunoglobuline derivate da plasmacellule monoclonali |
| AH                      | catene pesanti di immunoglobuline | contiene catene pesanti (γ) delle immunoglobuline derivate da plasmacellule monoclonali, forma di amiloidosi molto rara |
| Aβ2M                    | β2 microglobulina                 | da non confondere con la Aβ, la β2m è una normale proteina del siero, parte del complesso maggiore di istocompatibilità (MHC). Si osserva nei pazienti sottoposti per lungo tempo a emodialisi.                                                                           |
| ATTR                    | transtiretina                     | una forma mutante della normale proteina del siero, come nella polineuropatia amiloide familiare (FAP) tipo 1 (o portoghese) e 2 (o dell'Indiana). La TTR wild type, quindi non mutata, dà luogo anche a depositi amiloidotici cardiaci nell'amiloidosi sistemica senile. |
| AA                      | siero amiloide A                  | proteine non-immunoglobuline sintetizzate nel fegato (risposte di fase acuta); anche in corso di febbre mediterranea familiare |
| AE                      | precursori ormonali               | causata da tumori endocrini a tiroide, surrene e ipofisi |
| AApoAI                  | apolipoproteina AI                | proteina mutata in una delle forme dell'amiloidosi tipo Ostertag e nella polineuropatia amiloide familiare tipo 3 (o dell'Iowa) |
| AGel                    | gelsolina                         | forma mutata della proteina che causa la polineuropatia amiloide familiare tipo 4 (o finlandese) |
| ALys                    | lisozima                          | proteina mutata in una delle forme dell'amiloidosi tipo Ostertag |
| AFib                    | catena α del fibrinogeno          | proteina mutata in una delle forme dell'amiloidosi tipo Ostertag |
| ACys                    | cistatina C                       | proteina mutata nell'angiopatia amiloide variante islandese. |
| ABri                    | ABriPP                            | proteina mutata nell'angiopatia amiloide variante britannica |
| ADan                    | ADanPP                            | proteina mutata nell'angiopatia amiloide variante danese (la proteina è codificata dallo stesso gene di ABriPP) |
| Aβ                      | APP                               | proteina mutata nelle lesioni cerebrali della malattia di Alzheimer e nell'angiopatia amiloide variante olandese |
| APrP                    | proteina prionica                 | nelle malattie da prioni come la malattia di Creutzfeldt-Jakob o l'insonnia familiare fatale |
| ACal                    | procalcitonina                    | si ritrova in corso di carcinoma midollare della tiroide |
| AIAPP                   | amilina                           | si ritrova nel pancreas di pazienti affetti da diabete mellito di tipo 2 |
| AANF                    | peptide natriuretico atriale      | nell'amiloidosi atriale isolata |
| APro                    | prolattina                        | si ritrova in corso di prolattinoma |
| AKer                    | cheratoepitelina                  | proteina mutata nelle amiloidosi corneali ereditarie |
| AMed                    | frammento di lactaderina          | nell'amiloidosi aortica mediale senile |

## Diagnosi
La diagnosi di amiloidosi richiede l'identificazione dei depositi di amiloide, tramite specifica colorazione, su un campione di tessuto. In genere, durante la visita ambulatoriale si effettua un agoaspirato di grasso periombelicale, poiché questo prelievo è innocuo, di semplice esecuzione e richiede solo pochi minuti. La sensibilità di questo esame, cioè la probabilità di individuare depositi di amiloide in una persona affetta dalla malattia, è attorno all'80% nelle amiloidosi sistemiche. Qualora l'agoaspirato di grasso periombelicale non porti alla diagnosi, ma persista il sospetto di amiloidosi, si può ricorrere alla biopsia di una ghiandola salivare minore labiale. Anche questa procedura è semplice e poco dolorosa. In una minoranza di casi selezionati, si deve eseguire la biopsia degli organi che si ritiene possano essere interessati dalla patologia. Il tessuto prelevato,  dopo essere stato colorato con del rosso Congo, verrà osservato al microscopio a luce polarizzata, e la caratteristica birifrangenza verde dell'amiloide ne confermerà la presenza. Dopo aver accertato la presenza dei depositi di amiloide, è necessario individuare il tipo di amiloidosi in causa, riconoscere, cioè, la proteina che li ha prodotti. Questo passaggio è indispensabile per la cura, poiché la terapia è diversa a seconda del tipo di amiloidosi.

## Anatomia patologica
Macroscopicamente l'amiloide ha aspetto biancastro, omogeneo e traslucido, indistinguibile dalla sostanza ialina e di aspetto lardaceo, com'era definito per la sua somiglianza con il lardo. Nei vari organi l'amiloidosi ha delle caratteristiche peculiari:
- nella milza (l'organo più frequentemente colpito) la deposizione della sostanza ha inizio attorno alle arteriole follicolari, per cui al taglio sono evidenti zone biancastre rotondeggianti, immerse nella polpa rossa, che indussero i primi anatomopatologi a definirla milza a sago cotto o milza a granuli di tapioca. Più raramente la deposizione ha inizio dalla polpa rossa: è il caso della milza lardacea o milza a prosciutto.
- nel rene la deposizione avviene soprattutto a livello dei glomeruli; se prolungata può portare a sclerosi, e dar luogo al rene grinzo amiloidosico.
- nel cuore la deposizione avviene lungo le arteriole parenchimali e parallelamente alle fibre muscolari: si parla di cuore-prosciutto.
- nel cervello l'amiloide è un principale componente delle placche senili o druse, molto presenti nell'anziano, soprattutto in caso di demenza.
- nel fegato la deposizione avviene dove il flusso sanguigno ha la minor velocità, vale a dire a metà strada fra la vena centrolobulare, e i rami terminali della vena porta, nello spazio portobiliare di Kiernan.

## Clinica
I sintomi della malattia dipendono dagli organi che sono interessati dall'accumulo dell'amiloide e dal tipo di amiloidosi. Le manifestazioni più comuni delle amiloidosi sistemiche sono legate al coinvolgimento del rene e del cuore, e possono rendersi evidenti con gonfiore delle gambe (edemi anche al volto e alle palpebre), difficoltà nella respirazione, in particolare sotto sforzo, e facile affaticabilità. Sono presenti, inoltre, insufficienza cardiaca con tachicardia sinusale, e basso voltaggio del complesso QRS. La diagnosi di amiloidosi cardiaca può essere fatta tramite un'ecocardiografia. L'interessamento renale si può palesare con alterazioni di alcuni valori ematici (creatininemia e colesterolemia al di sopra dei limiti di riferimento) e delle urine (proteinuria). Talvolta, i pazienti con amiloidosi possono presentare un aumento delle dimensioni del fegato e della milza (epatosplenomegalia), bassa pressione arteriosa (talora con svenimenti), perdita dell'appetito con calo del peso corporeo, alterazione della sensibilità alle mani e ai piedi, e diarrea. Queste manifestazioni non sono tipiche,  ed è quindi fondamentale che siano interpretate con attenzione dal medico curante. Vi sono alcuni segni che si presentano più raramente, ma sono più caratterizzanti, e possono essere un utile elemento per sospettare la malattia: l'aumento di dimensioni della lingua, la comparsa di macchie di colore rosso porpora sulla pelle del volto, in particolare intorno agli occhi, e del collo.

## Terapia
Non esiste una vera e propria terapia per l'amiloidosi; si tenta di non far progredire la malattia tramite la somministrazione di sostanze come colchicina, prednisone, diflunisal e tramite trapianto di cellule staminali. Nei casi dove i tessuti sono maggiormente danneggiati si effettua il trapianto dell'organo in questione; i pazienti assoggettati a trapianto di fegato sopravvivono per circa dieci anni, mentre, in caso di amiloidosi ereditaria, possono avere una vita più lunga se viene eliminato il sito dove viene prodotta la proteina mutante. Nell'amiloidosi primaria si cerca di abbassare il livello di immunoglobuline con l'uso della chemioterapia. Nei confronti dell'amiloidosi secondaria sono in corso ricerche sull'uso del farmaco NC-503 (eprodisato disodico).